# زیردریایی تی‌کی-۲۰۲
زیردریایی تی‌کی-۲۰۲ (به انگلیسی: Soviet submarine TK-202) یک زیردریایی است. این زیردریایی  در سال ۱۹۸۲ ساخته شد.